# 소분홍
샤오펀훙(중국어 정체자: 小粉紅, 병음: xiåo fěnhóng, 한자음: 소분홍) 또는 소분홍은 인터넷에서 젊은 징고주의 중국 국수주의자들을 묘사하는 데 사용되는 용어이다.
샤오펀훙은 우마오당이나 망낙수군(중국어 정체자: 網絡水軍, 덧글부대) 멤버들과는 달리 활동에 대한 대가를 받는 것으로 알려져 있지 않다. 사우스 차이나 모닝 포스트의 좡핑후이에 따르면 인구통계학적 측면에서 샤오펀훙의 83%가 여성이며 대부분이 18세에서 24세 사이이다. 샤오펀훙의 절반 이상이 중국 3선, 4선 도시 출신이다. 이들은 주로 트위터, 인스타그램 등 중국에서 금지된 소셜 미디어 사이트에서 활동한다. 이들은 문화대혁명의 홍위병에 비견되었다.

## 같이 보기
- 펀칭
- 국수주의